# Dannäs
Dannäs är en kyrkby i Dannäs socken i den södra delen av Värnamo kommun, samt vid Bolmens norra ände. I byn ligger Dannäs kyrka, som härstammar från 1200-talet, och i anslutning till byn även Dannäs säteri. Enligt Värnamo kommun hade byn tillsammans med omgivande landsbygd omkring 230 invånare 2022.

## Historia
Den ursprungliga kyrkbyn bestod enligt skattelängderna från första halvan av 1500-talet, som återfinns i Smålands landskapshandlingar, av sex frälsehemman, vart och ett på ett mantal, samt två kyrkohemman, en på ett mantal och ett på ett halvt mantal. Byn är dock sannolikt mycket äldre, med rötter i järnåldern.[källa behövs]
Den gamla kyrkbyn låg på det som nu är Dannäs säteri. Byn bestod under medeltiden av sex frälsehemman och ett och ett halvt kyrkhemman. De sex frälsehemmanen slogs 1586 samman av Olof Rosenbielke till ett säteri, varefter de forna hemmanen blev avhysta i skatteteknisk mening. I praktiken fortsatte dock byn att fungera som en by även efter säteribildningen. Strax före 1600 flyttade Anna Olofsdotter Rosenbielke och Erik Kyle till Dannäs och byggde upp en sätesgård på platsen för de nuvarande säteribyggnaderna. Så småningom kom de forna frälsehemmanen att fungera som dagsverkartorp, och förblev vid detta till långt in på 1800-talet. Kyrkhemmanen inköptes också och lades in i säteriet 1643.
Dannäs säteri tillhörde från 1599 fram till 1702 ätten Rosenbielke-Kyle. Det har senare tillhört bland andra makarna Erik Siöblad och Charlotta Regina Palbitzki, Anna Regina Siöbladh, Catharina Ebba Horn af Åminne, Christina Ulrika Silfversparre, Carl Henrik Ekermann, Peter Dahlgren och Bernhold Fägerskiöld.
Dannäs utgör ett riksintresse för kulturmiljövården.

## Natur och bebyggelse
De flesta av byggnaderna i Dannäs är villor, men det finns också ett fåtal hyreslägenheter. Runtomkring Dannäs ligger flera gårdar. Nära byn ligger Vinsta naturreservat.

## Galleri

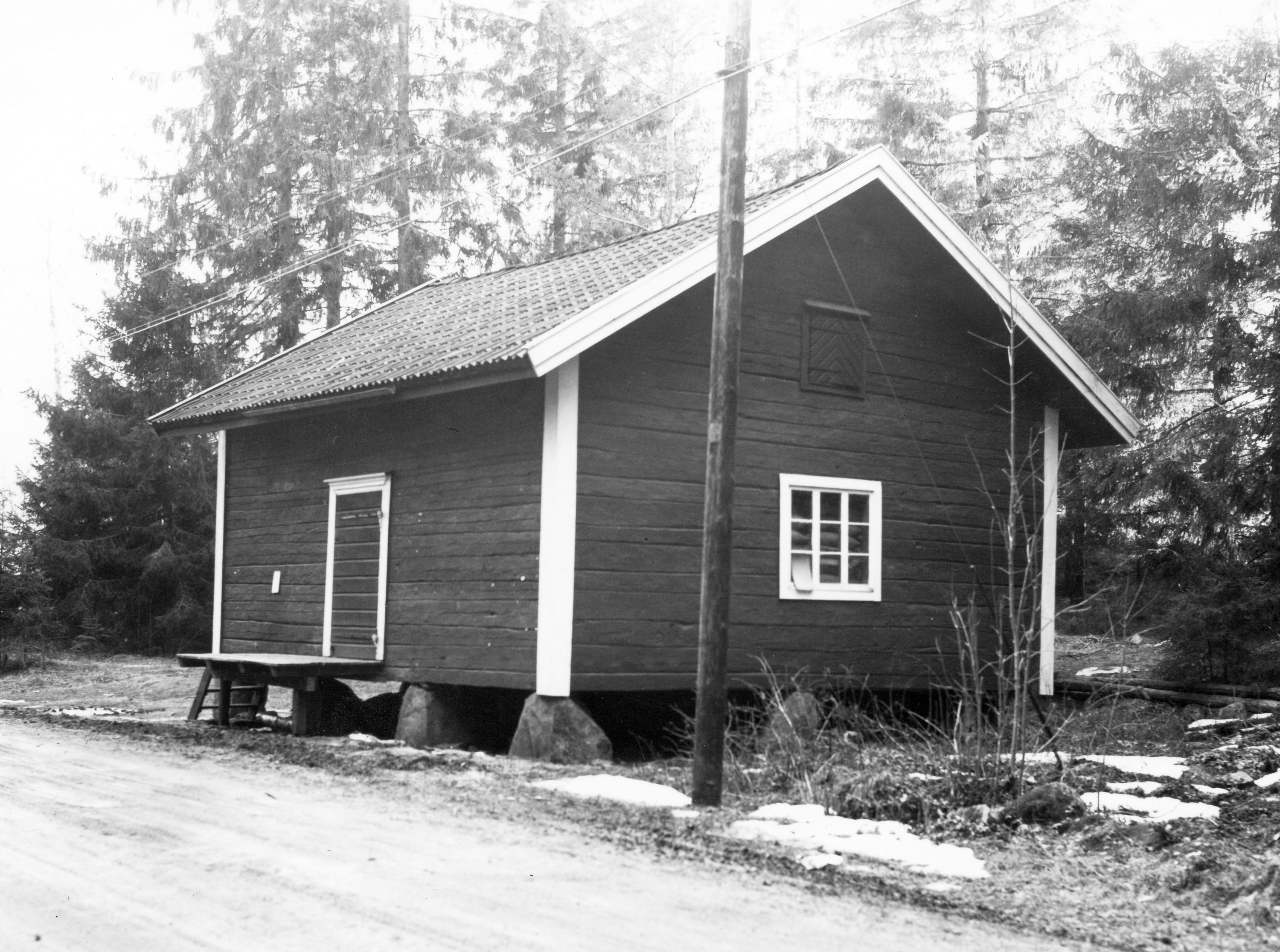
Gamla sockenmagasinet i Dannäs.
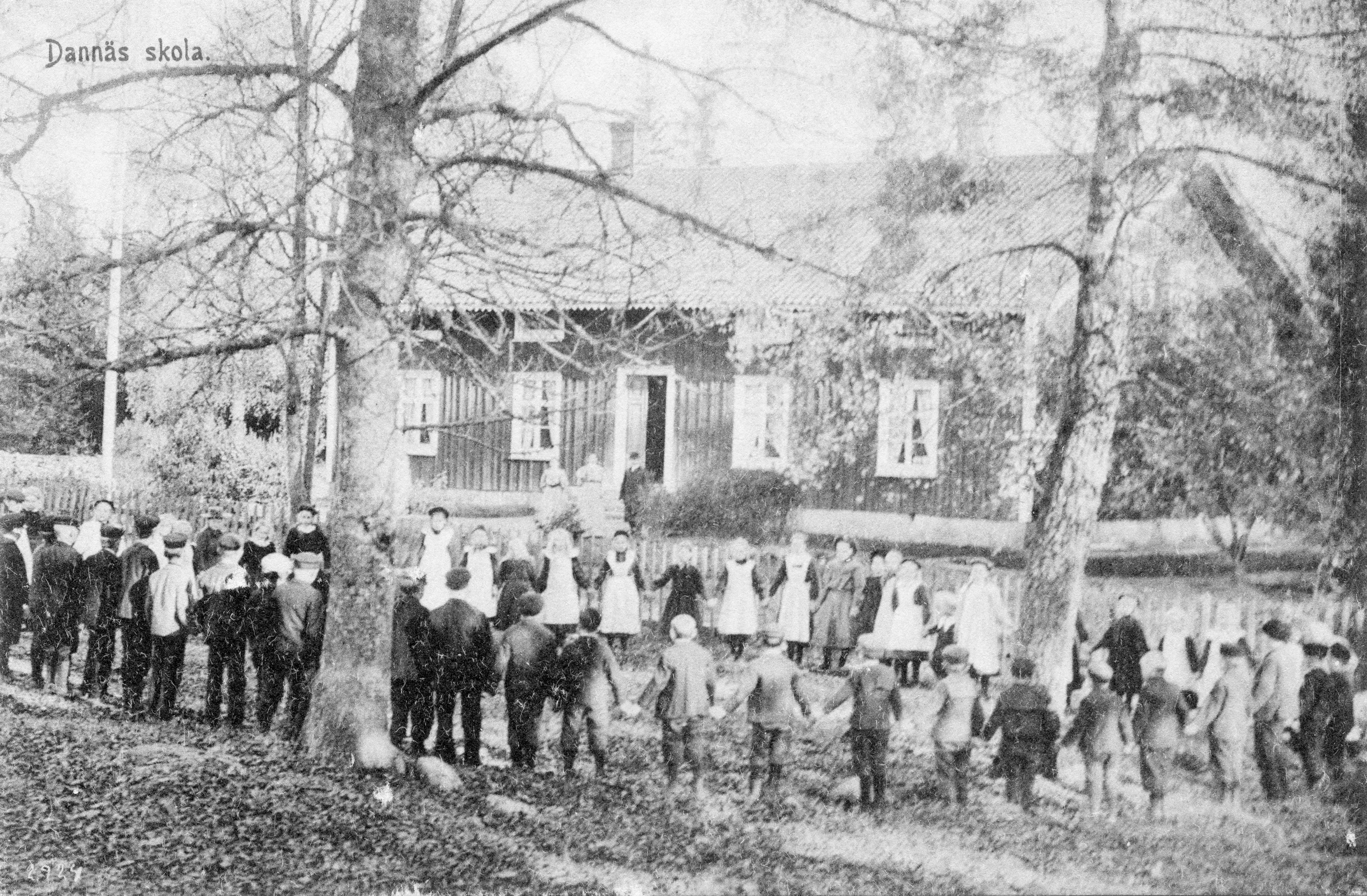
Dannäs gamla skola.
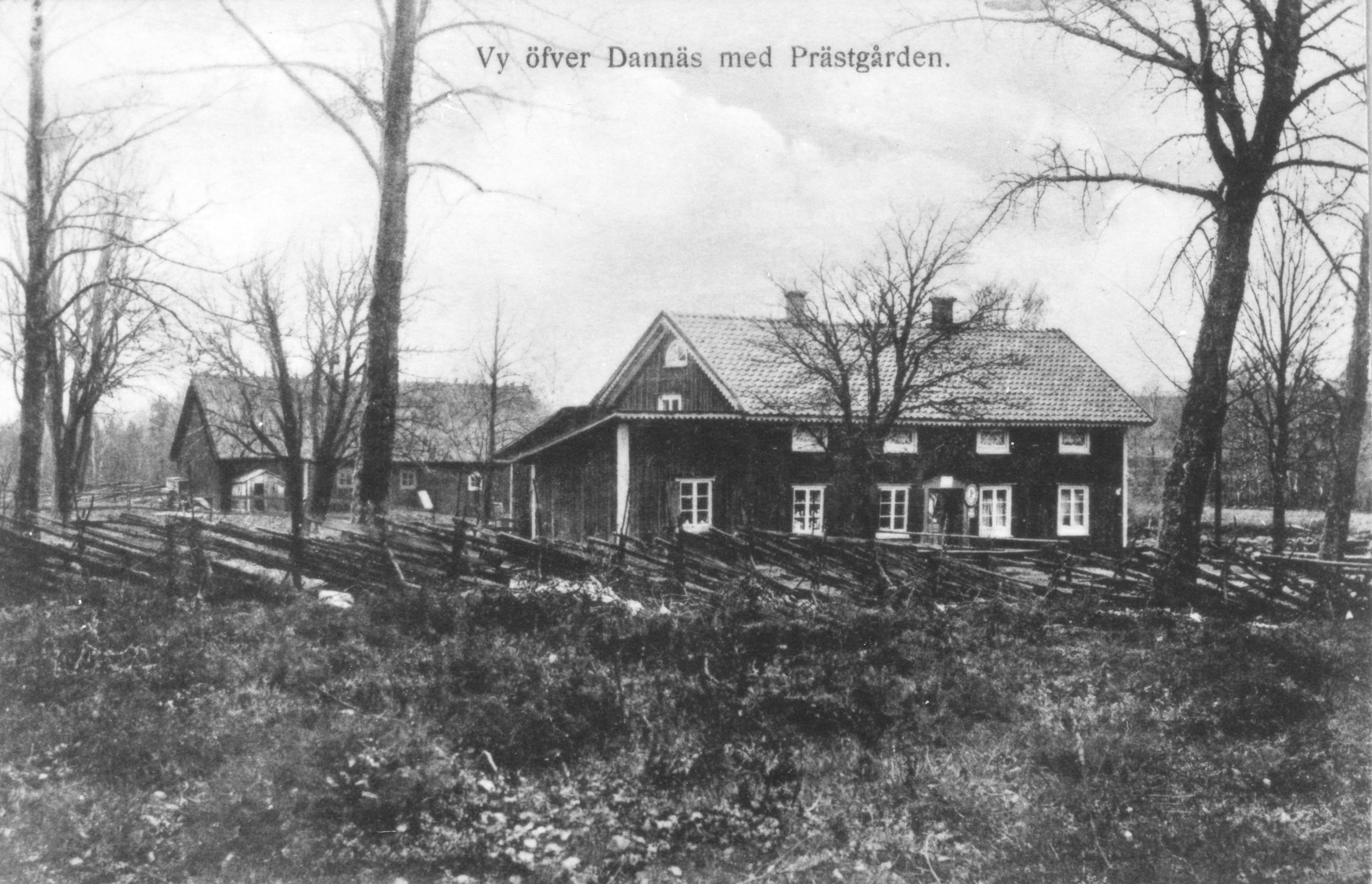
Gamla prästgården i Dannäs.
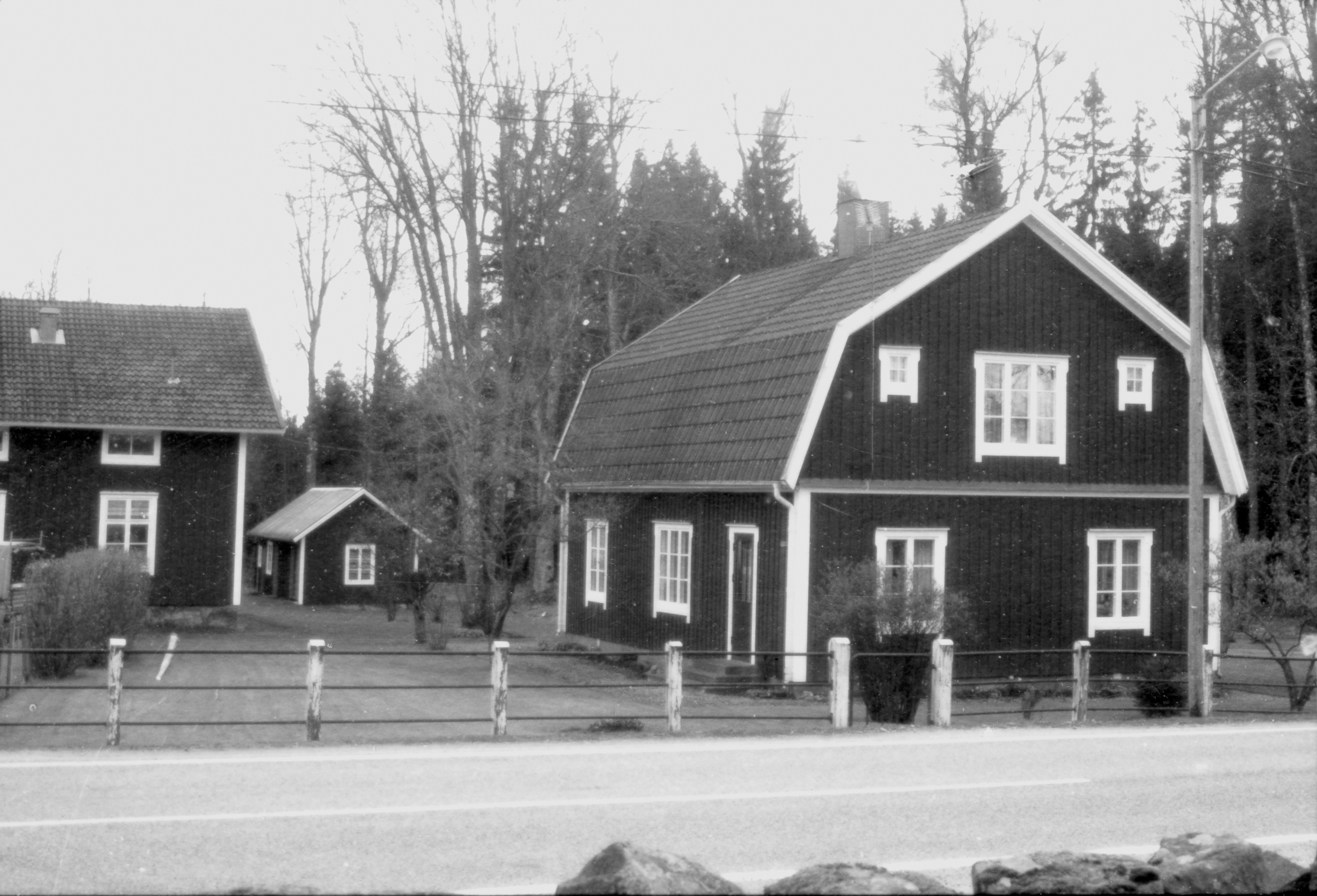
Dannäs gamla skola.
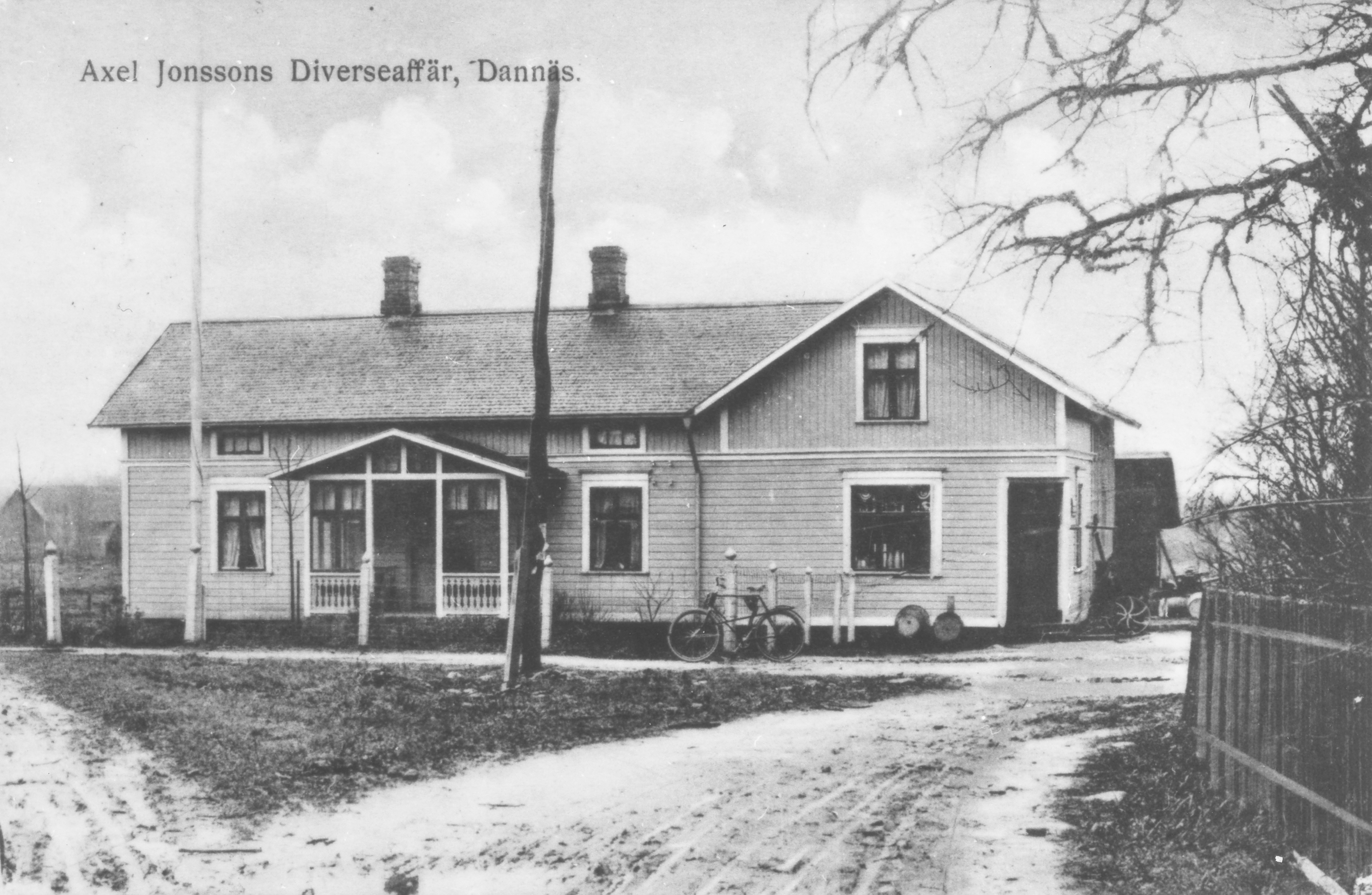
Axel Jonssons gamla diverseaffär i Dannäs.